# Vester Sottrup
Vester Sottrup (dt. Wester-Satrup) ist eine Kleinstadt in der süddänischen Sønderborg Kommune und mit 1414 Einwohnern (Januar 2021) die größte Siedlung im Sottrup Sogn. Vester Sottrup liegt ca. 9 km nordwestlich von Sønderborg und 8 km nördlich von Broager.

## Sehenswürdigkeiten
In Vester Sottrup liegt die ungefähr 800 Jahre alte Sottrup Kirke.
In der Kleinstadt befindet sich ein Wiedervereinigungsstein (dän. Genforeningssten) aus dem Jahr 1935, der an die Wiedervereinigung Nordschleswigs mit Dänemark 1920 erinnert. Bei der Wahl stimmten 89 % der Wahlberechtigten Vester Sottrups für die Zugehörigkeit zu Dänemark.
Zwei Kilometer nördlich befindet sich das Nydamer Moor.

## Geschichte
Der Ortsname Sottrup besteht aus dem altdänischen Männernamen Sōti und der Ortsnamen-Endung -trup; damit bedeutet er so viel wie „bäuerliche Siedlung des Sōti“. Zeitlich verweist der Ortsname auf eine Gründung in der Wikingerzeit, was auch durch archäologische Funde gedeckt wird. Urkundlich erwähnt wird Sottrup erst um 1400.
Mit dem Bau eines Orgelpositivs begründete der Tischler Jürgen Marcussen in Vester Sottrup 1806 eine Orgelbauwerkstatt, aus der das Orgelbauunternehmen Marcussen & Søn hervorging, das seinen Hauptsitz 1830 nach Aabenraa verlegte.

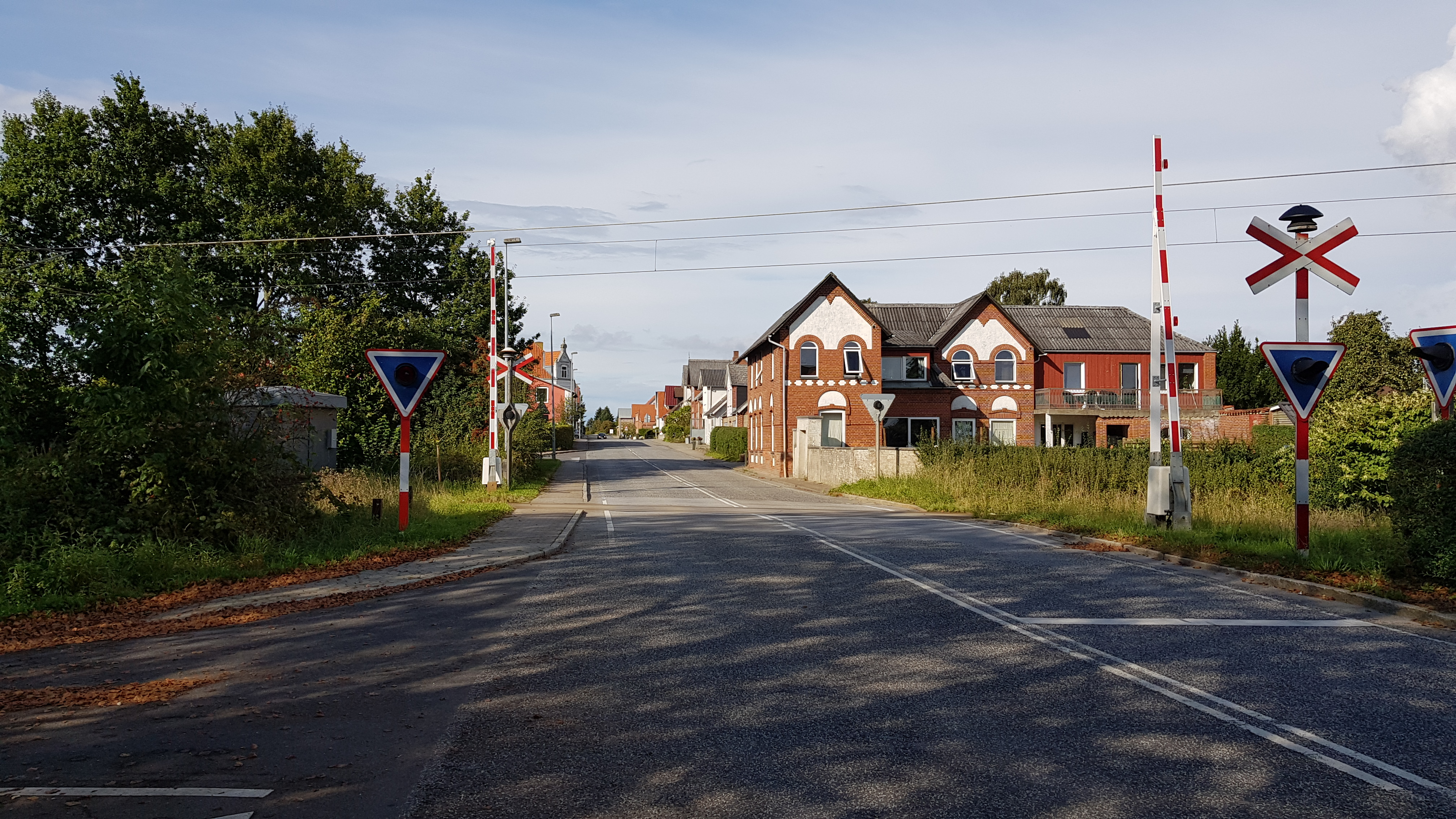
Die Bahnstrecke Sønderborg–Tinglev quert die Stationsgade am südlichen Stadtrand
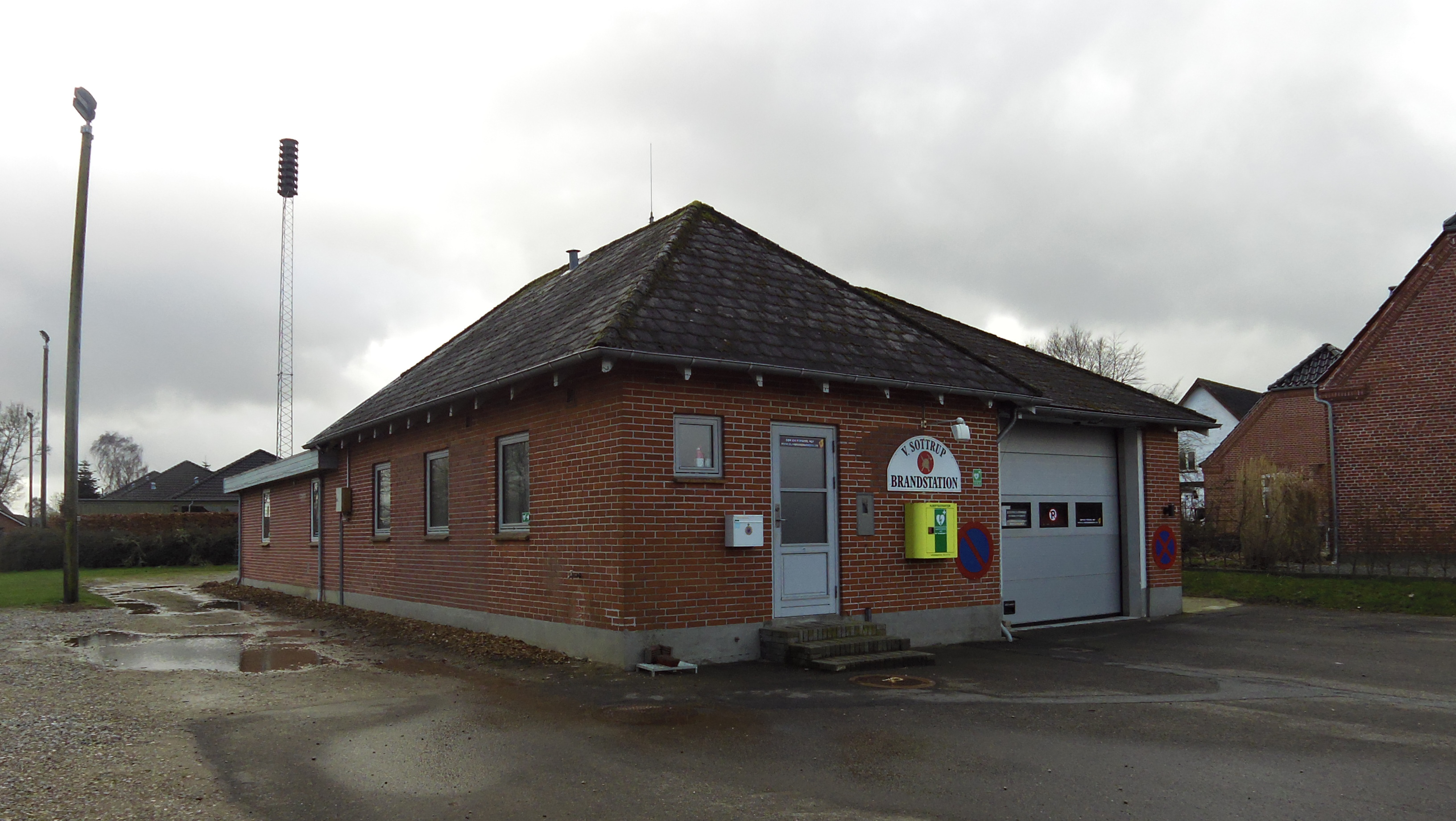
Freiwillige Feuerwehr Vester Sottrup
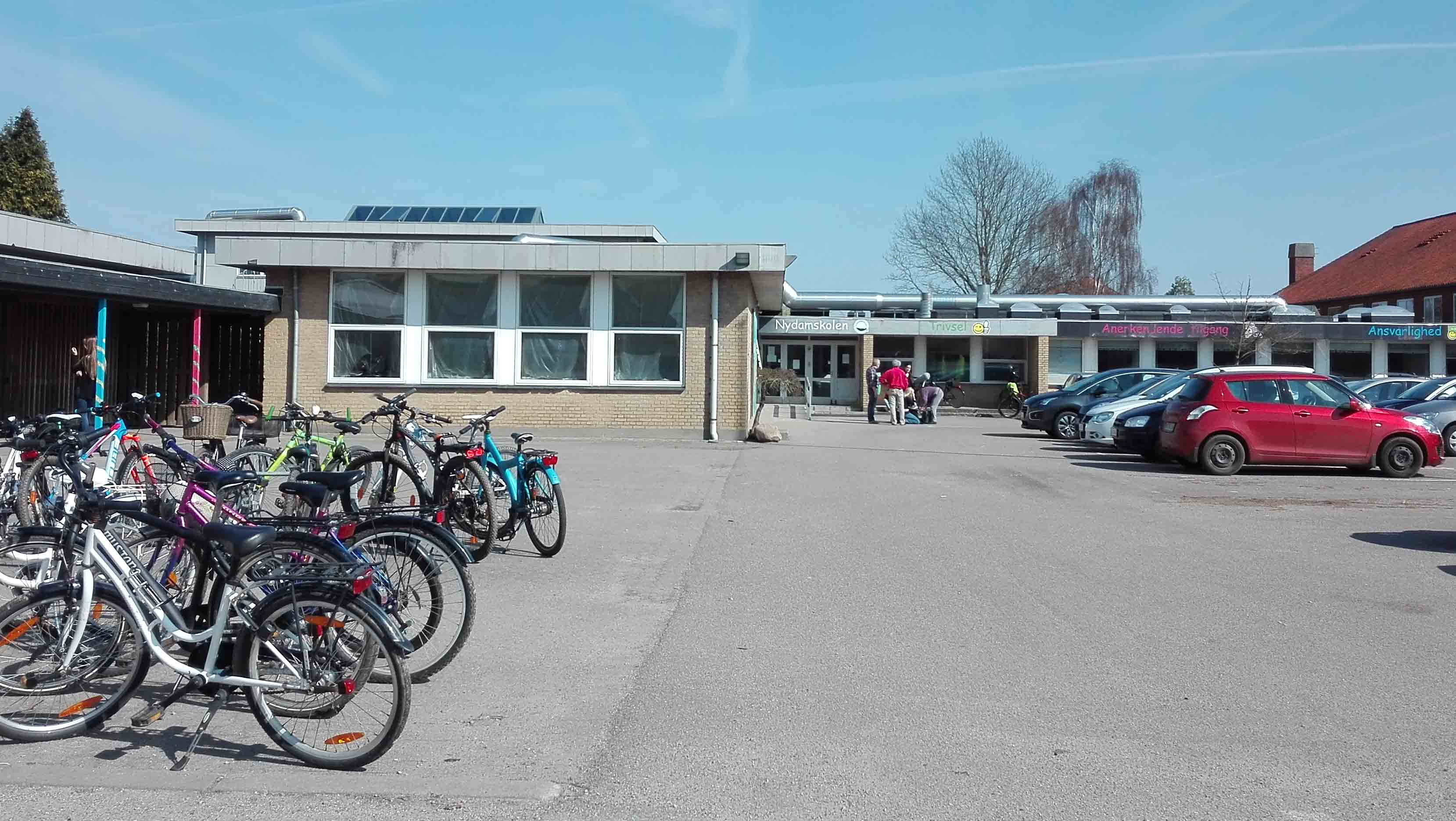
Nydamschule
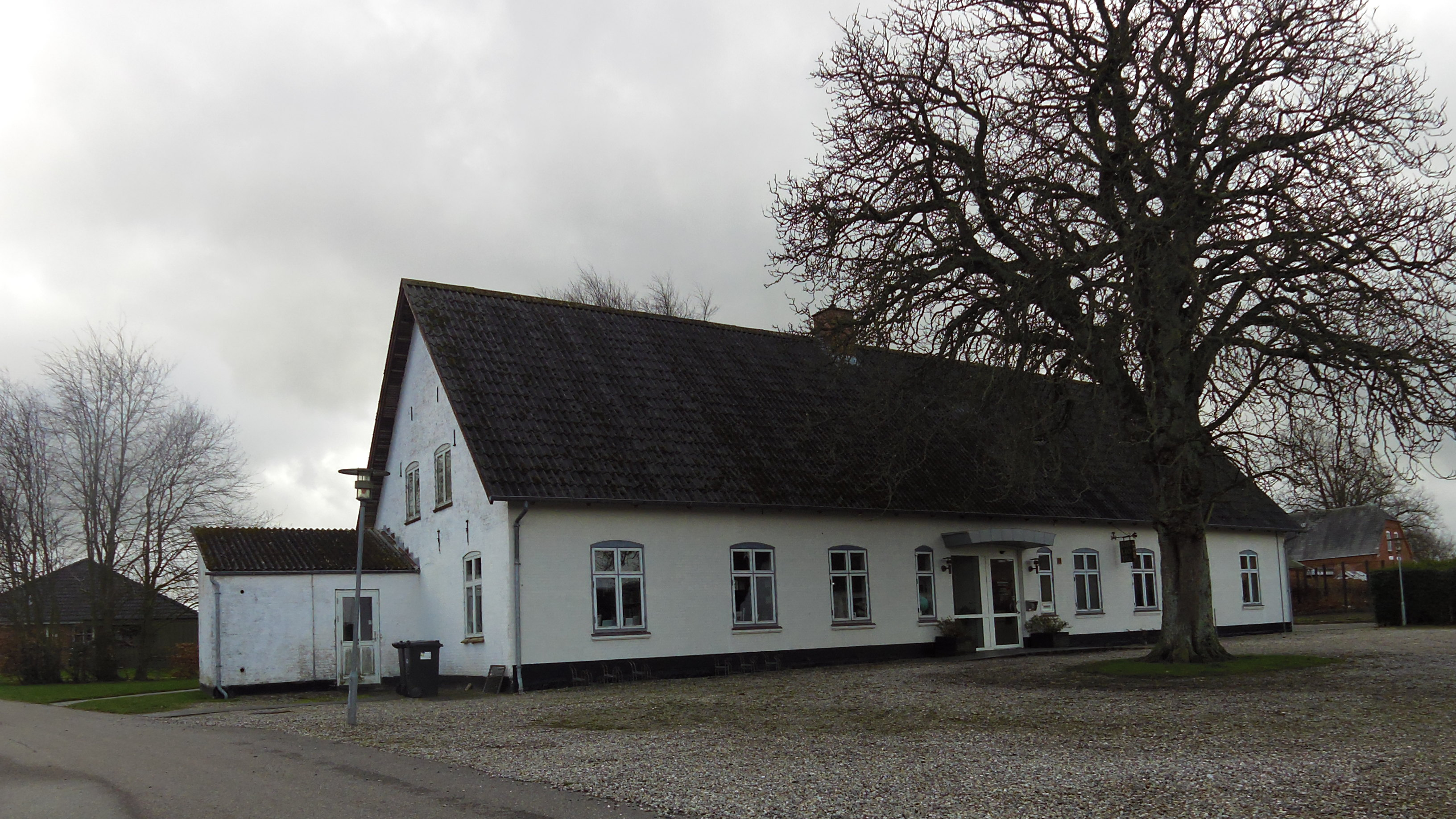
Bibliothek